# One for the Kids
Albums de Yellowcard
Still Standing EP
(2000) The Underdog EP
(2002)
One for the Kids est le troisième album de Yellowcard, sorti le 17 avril 2001. Il marque les débuts de Ryan Key au sein du groupe en tant que chanteur/guitariste.
Les chansons Cigarette et Rock Star Land apparaissent dans un le jeu vidéo Amped: Freestyle Snowboarding. Alors que Drifting figure sur la bande son du jeu Amped 2.